# Объявлено убийство
«Объя́влено уби́йство» (англ. A Murder is Announced) — детективный роман Агаты Кристи, изданный в 1950 году.

## Сюжет
Действие романа происходит в английской деревне Чиппинг-Клегхорн. В местной газете напечатано странное объявление: «Объявлено убийство, которое произойдёт в пятницу, двадцать девятого октября, в восемнадцать часов, тридцать минут в Литтл-Пэддокс. Только сегодня! Друзья, спешите принять участие».
Литтл-Пэддокс — небольшая усадьба, где обитает пожилая мисс Летиция Блэклок, её подруга детства Дора Баннер, дальние племянники Джулия и Патрик Симмонс (приехавшие пожить у мисс Блэклок, поскольку учатся в соседнем городе), кухарка-эмигрантка Мици, а также молодая вдова Филиппа Хеймс. В деревне воспринимают объявление как шутку Патрика (он известен как любитель розыгрышей) или оригинальное приглашение на вечеринку, но в Литтл-Пэддоксе об этой шутке также узнают из газеты. Понимая, что наплыва гостей в назначенное время не избежать, хозяева готовятся принять их, хотя и находятся в недоумении.
К назначенному времени под разными предлогами в Литтл-Пэддоксе собирается целая гостиная народу: полковник Истербрук с женой, миссис Светтенхем с сыном, живущие в одном доме подруги Эмми Мергатройд и мисс Хинчклифф, а также жена местного священника миссис Хэрмон. Ровно в 18:30 в доме гаснет свет, в дверях появляется незнакомец с фонарём, произносящий: «Руки вверх», затем раздаются выстрелы. Когда свет удаётся включить, оказывается, что убит сам «преступник», незнакомый молодой человек, а также легко ранена мисс Блэклок — пуля лишь оцарапала ей мочку уха. Начинается расследование. Личность убитого быстро устанавливают — это Руди Шерц, швейцарец, известный тамошней полиции как мелкий жулик; он работал в отеле «Королевский источник» и приходил ранее к мисс Блэклок просить денег, назвавшись сыном владельца отеля, где во время войны она останавливалась со своей сестрой, и рассказав какую-то малоправдоподобную историю. Мисс Блэклок отказала, ей и в голову не приходило, что так всё обернётся. Случайно в отеле «Королевский источник» в это время остановилась мисс Марпл. По рекомендации старого сыщика, сэра Генри Клиторинга, полиция обращается к ней за помощью, и старая леди подключается к расследованию.
Достаточно быстро мисс Марпл понимает, что, скорее всего, мисс Блэклок действительно хотели убить, а Руди Шерцу заплатили за инсценировку вооруженного налета на дом. Под подозрение попадает Патрик Симмонс — он не только любит розыгрыши, но и является наследником Летиции. Однако довольно быстро выясняется, что есть ещё два подозреваемых, куда более крепких, чем Патрик. Полиция опрашивает жильцов дома и соседей и устанавливает, что миллионер Гёдлер, у которого мисс Блэклок много лет проработала помощницей, завещал все своё состояние ей, если она переживет его жену Белль. Белль Гёдлер — старая женщина и инвалид — тяжело болеет и может умереть с недели на неделю. Однако если мисс Блэклок умрет раньше неё — наследство достанется племянникам Гёдлера, близнецам, детям его сестры Сони. Помимо приблизительного возраста этих близнецов, мисс Блэклок и миссис Гёдлер известны только их имена — Пип и Эмма. Где они сейчас — никто не знает, то есть они легко могут скрываться под чужими именами где-то по соседству с мисс Блэклок…
Между тем, совершаются ещё 2 убийства: умирает Дора Баннер, выпившая аспирин, предназначавшийся для её подруги, мисс Блэклок; найдена задушенной Эмми Мергатройд — за несколько минут до смерти она сообщила, что вспомнила какую-то важную деталь того вечера, когда был убит Руди Шерц.
В итоге выясняется, что Джулия Симмонс — это на самом деле Эмма, а Филиппа Хеймс — Пип (сокращенное имя принадлежало девочке, а не мальчику). Сестры были разлучены в детстве и не узнали друг-друга, когда им независимо друг от друга пришла мысль поселиться у неё под чужими именами. Ни одна из них не планировала убивать мисс Блэклок, они просто хотели расположить старушку к себе...
В итоге раскрывается правда. Убийцей и Руди Шерца, и Банни, и Эмми Мергатройд оказалась сама пожилая мисс Летиция Блэклок. Которая на самом деле является не Летицией, а Шарлоттой Блэклок, сестрой Летиции, якобы скончавшейся в Швейцарии много лет назад.
...сестры Блэклок росли под опекой деспотичного отца, деревенского врача. Летиция отличалась более решительным характером, она сумела покинуть дом, закончить курсы секретарей и устроиться на работу к миллионеру Гёдлеру, рядом с которым провела много лет. Её сестра Шарлотта осталась с отцом и долгие годы вела довольно безрадостную жизнь, осложнённую ещё и тем, что у Шарлотты было заболевание щитовидной железы и вследствие этого опухоль на шее. Когда отец сестер умер, Летиция ушла с работы у Гёдлера и стала жить с Шарлоттой. Сестры Блэклок отправились в Швейцарию, где Шарлотте сделали операцию и убрали опухоль, но на шее остался шрам. А потом Летиция умерла. Шарлотта знала о завещании Гёдлера и решила занять место сестры, чтобы однажды получить наследство и вознаградить себя за годы одинокой и бедной жизни в доме отца. Она сообщила о смерти Шарлотты, под именем Летиции и по её документам вернулась в Англию и поселилась в тихой деревушке, ожидая смерти Белль Гёдлер. Шрам от операции она прятала под жемчужным колье, которое никогда не снимала. Но её подвела её же собственная доброта: однажды она получила письмо от Доры Баннер, своей соседки и одной из немногих подруг юности, одинокой пожилой женщины, которая решила связаться с Летицией, сестрой покойной Шарлотты. Новоявленная «Летиция» пригласила Дору к себе и открыла ей свой план. Дора полностью поддержала подругу и осталась жить с ней в качестве компаньонки и гостьи. Иногда Дора путалась и называла подругу не «Летти», а «Лотти», но до поры до времени никто не обращал на это внимания, все списывали оговорки на рассеянность «Банни». Но когда в отдаленной деревушке вдруг случайно поселился Руди Шерц, дело приняло серьёзный оборот: Руди работал в клинике, где оперировали Шарлотту, он узнал её и понял, что та выдает себя за свою сестру. Причин этого он не знал, но решил попросить у мисс Блэклок денег за сохранение её тайны. Мисс Блэклок, несмотря на свой почтенный возраст, была намерена идти до конца. Она предложила Руди деньги за участие в розыгрыше. А на самом деле просто заманила его к себе в дом и, все рассчитав, убила его... В дальнейшем, с развитием расследования, она поняла, что устранить придётся и Банни: уж больно она была ненадежна в своих оговорках. Но она постаралась сделать её последний день счастливым, устроила праздник на день рождения, а затем спрятала аспирин Банни, а свой подменила ядом... Эмми Мергатройд пришлось устранить, поскольку она единственная из всех гостей Литтл-Пэддокса в вечер фиктивного нападения оказалась на таком месте, с которого видела, что Летиции Блэклок не было в комнате (потому что в этот момент она выскользнула в коридор, чтобы выстрелить в Руди Шерца)...
В итоге Шарлотта Блэклок арестована и личность её установлено. Также становится ясно, что наследниками миллионов Гёдлера станут две его племянницы, каждая из которых встретила достойного мужчину. Мисс Марпл уезжает в Сент-Мэри Мид.

## Действующие лица
- Мисс Марпл — расследует дело самостоятельно. На пенсии.

Жители Литтл-Пэддокс:
- Летиция Блэклок — пенсионерка, хозяйка дома (на самом деле, Шарлотта Блэклок - родная сестра Летиции).
- Дора Баннер, «Банни» (Зайка) — пенсионерка, лучшая подруга и компаньонка мисс Блэклок.
- Патрик Симмонс — племянник мисс Блэклок, один из подозреваемых, учится на инженера в местном университете.
- Джулия Симмонс — "племянница" мисс Блэклок, "родная сестра" Патрика (на самом деле, Эмма Стэмфордис).
- Филиппа Хеймс — постоялица в доме Летиции, помощница садовника в соседней усадьбе, вдова с несовершеннолетним сыном (на самом деле, Пип Стэмфордис - родная сестра Эммы).
- Мици — кухарка Литтл-Пэддокса, иммигрантка из Центральной Европы, говорит по-английски с диким акцентом и много кричит, но готовит очень вкусно.

Соседи:
- Миссис Светтенхем — домохозяйка, ведомственная пенсионерка, вдова госслужащего, долгие годы жившего в Индии.
- Эдмунд Светтенхэм — писатель, сын миссис Светтенхэм, убеждённый социалист.
- Арчибальд Истербрук — полковник в отставке.
- Лора Истербрук — вторая жена полковника Истербрука, намного моложе мужа.
- Эмми Мергатройд — домохозяйка, имеет легкую умственную отсталость, но отличную память.
- Мисс Хинчклифф (Хинч) — лучшая подруга мисс Мергатройд, фермер-животновод, во Вторую мировую войну служила в противовоздушной обороне.
- Банч (имя при крещении Диана) Хэрмон — дочь старинных друзей мисс Марпл.
- Преподобный Джулиан Хэрмон — священник, муж миссис Хэрмон.

Полиция:
- Дермот Крэддок — инспектор, ведёт дело об убийстве в Литтл-Пэддокс.
- Сержант Флетчер — помощник мистера Крэддока.
- Джордж Райдесдейл — начальник полиции и непосредственный шеф инспектора Крэддока.

Эпизодические персонажи:
- Руди Шерц — портье гостиницы «Королевский источник» в городе, убитый в доме мисс Блэклок.
- Мирна Харрис — официантка в той же гостинице, подружка Шерца.
- Гарри Хеймс — сын Филиппы, учится в круглогодичной школе-пансионе, к матери приезжает только на каникулы.
- Миссис Лукас — хозяйка большой усадьбы, работодательница миссис Хеймс, крайне скупа.
- Белль Гёдлер — вдова мультимиллионера Гёдлера, инвалид, находится при смерти, живёт в Шотландии.
- Мисс Маклеланд — медицинская сестра, ухаживающая за миссис Гёдлер.

## Экранизации
- В 1985 году телекомпания BBC выпустила серию фильмов о мисс Марпл. В главной роли — Джоан Хиксон.
- Книга была экранизирована в 2006 году студией Boston, а главную роль исполнила Джеральдин Макьюэн.